# William Joppy
William Joppy est un boxeur américain né le 11 septembre 1970 à Washington (district de Columbia).

## Carrière
Il devient champion du monde des poids moyens WBA le 24 juin 1996 en stoppant au 9e round le Japonais Shinji Takehara, titre qu'il cède aux points l'année suivante face au Dominicain Julio Cesar Green. Joppy prend sa revanche le 31 janvier 1998 et garde sa ceinture pendant plus de trois ans jusqu'au 12 mai 2001, date à laquelle il s'incline contre Felix Trinidad.